# Mike Gayle

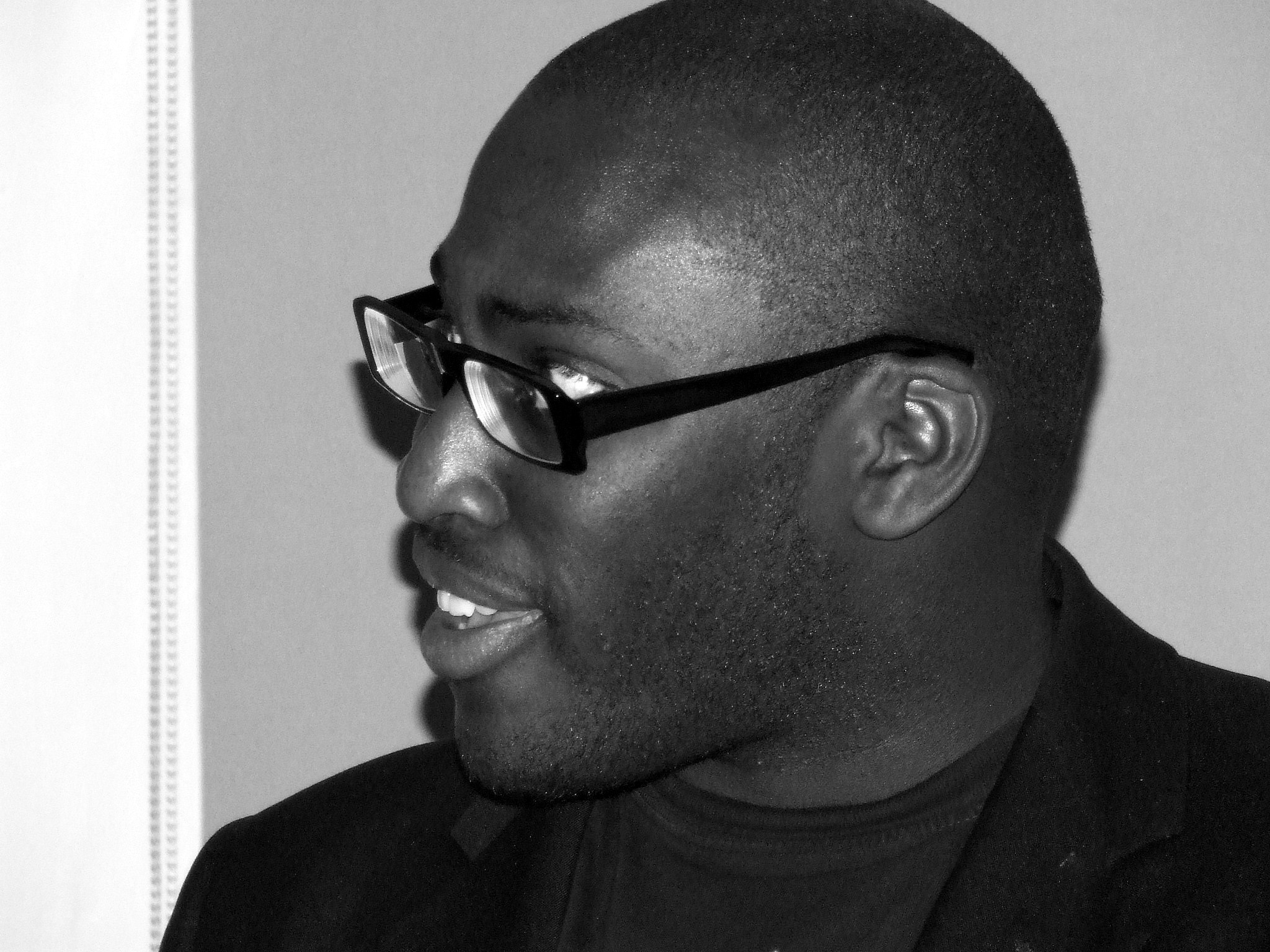

Mike Gayle (* Oktober 1970 in Birmingham, England) ist ein britischer Schriftsteller.

## Leben
Mike Gayle ist in Birmingham geboren und aufgewachsen. Er machte einen Abschluss in Soziologie an der Universität Salford. Sein eigentlicher Berufswunsch war es, in London Musikjournalist zu werden. Er zog dorthin, wurde stattdessen Schriftsteller und ist außerdem als Journalist in verschiedenen Zeitschriften als Freier Mitarbeiter tätig, unter anderem für FHM und Sunday Times Style. Bevor er sein erstes Buch publizierte, arbeitete er unter anderem als „Ratgeberjournalist“ für Just Seventeen und Bliss. Er ist mit Danny Wallace befreundet, welcher ihn zum Minister für Innere Angelegenheiten in dem Comedyprojekt „Königreich von Lovely“ (eine sogenannte Mikronation) machte.
Sein heiteres Romandebüt My Legendary Girlfriend, von manchen im Fahrwasser von Bridget Jones gesehen, wurde ein großer Erfolg und in über 30 Sprachen übersetzt. Gayle hatte nicht beabsichtigt, mehrere Bücher zu schreiben, sein Agent kam aber mit der Aufforderung weiterzumachen auf ihn zu, sodass er sich mit dem Gedanken beschäftigte. Dabei hatte er die Musikbranche vor Augen, aus der ihm einige Künstler einfielen, deren zweites Musikalbum nach einem überwältigenden Erfolg besser geraten war, aber viele, deren zweites Album deutlich gegenüber dem Durchbruch abfiel. Auch wenn der Nachfolger Mr Commitment (dt. Das Leben, die Liebe und der ganze Kram dazwischen) nicht ganz so erfolgreich war, konnte er sich als Autor etablieren. Seitdem gelingt es ihm, alle ein bis zwei Jahre einen Roman vorzulegen.
Er ist der ältere Bruder des DJs und Nachrichtensprechers Phil Gayle.

## Bücher (Romane)
- My Legendary Girlfriend. Hodder & Stoughton, London 1998, ISBN 0-340-71816-1. (Mein Bett, das Telefon und sie. Droemer, München 1999, ISBN 3-426-19483-X.)
- Mr Commitment. Hodder & Stoughton, London 1999, ISBN 0-340-71825-0. (Das Leben, die Liebe und der ganze Kram dazwischen. Droemer, München 2001, ISBN 3-426-19537-2.)
- Turning Thirty. Hodder & Stoughton, London 2000, ISBN 0-340-76794-4. (Sturzflug ins Leben oder wie ich meinen 30. Geburtstag doch noch überlebte. Droemer, München 2002, ISBN 3-426-19575-5.)
- Dinner for Two. Hodder & Stoughton, London 2002, ISBN 0-340-82342-9. (Frühstück zu dritt. Droemer, München 2003, ISBN 3-426-19624-7.)
- His 'n' Hers. Hodder & Stoughton, London 2004, ISBN 0-340-82537-5.
- Brand New Friend. Hodder & Stoughton, London 2005, ISBN 0-340-82539-1.
- Wish You Were Here. Hodder & Stoughton, London 2007, ISBN 0-340-82542-1.
- The Life & Soul of the Party. Hodder & Stoughton, London 2008, ISBN 0-340-82544-8.
- The To Do List. Hodder & Stoughton, London 2009, ISBN 0-340-93675-4.
- The Importance of Being a Bachelor. Hodder & Stoughton, London 2010, ISBN 0-340-91851-9.
- The Stag and Hen Weekend. Hodder & Stoughton, London 2012, ISBN 1-444-70859-7.
- Turning Forty. Hodder & Stoughton, London 2013, ISBN 0-340-91853-5.
- Seeing Other People. Hodder & Stoughton, London 2014, ISBN 978-1-4447-0863-9.
- The Hope Family Calendar. Hodder & Stoughton, London 2016, ISBN 978-1-4736-0895-5.

Sein neuntes Buch ist ein der nicht-fiktionale Roman The To Do List, welches über seine eigenen Anstrengungen handelt eine 1277-Punkte lange "To Do"-Liste abzuarbeiten.